# Chaetacis osa
Chaetacis osa là một loài nhện trong họ Araneidae.
Loài này thuộc chi Chaetacis. Chaetacis osa được Herbert Walter Levi miêu tả năm 1985.